# Вальденбург (Базель-Ланд)
Вальденбург (нем. Waldenburg BL) — коммуна в Швейцарии, окружной центр, находится в кантоне Базель-Ланд.
Входит в состав округа Вальденбург. Население составляет 1250 человек (на 31 декабря 2007 года). Официальный код — 2895.

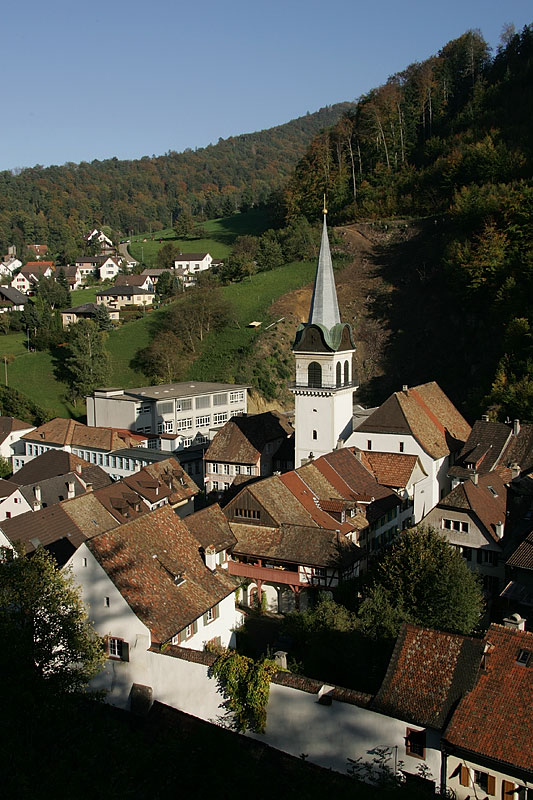
Вальденбург

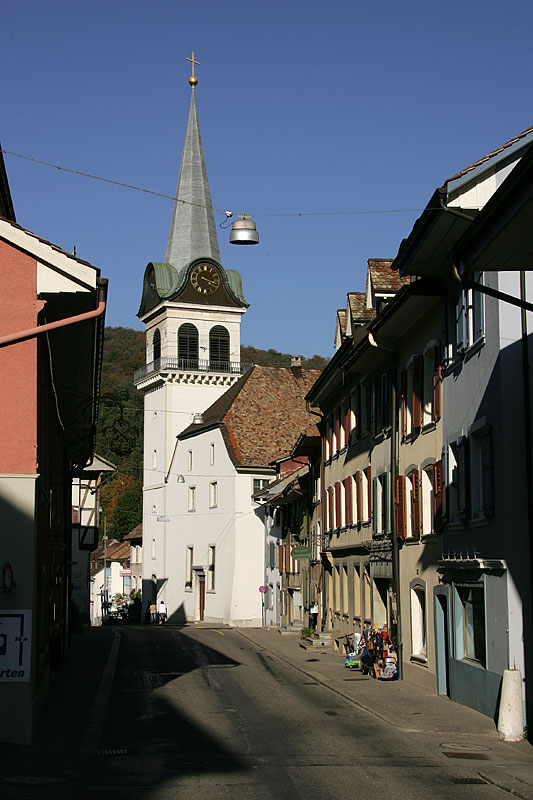
Вальденбург

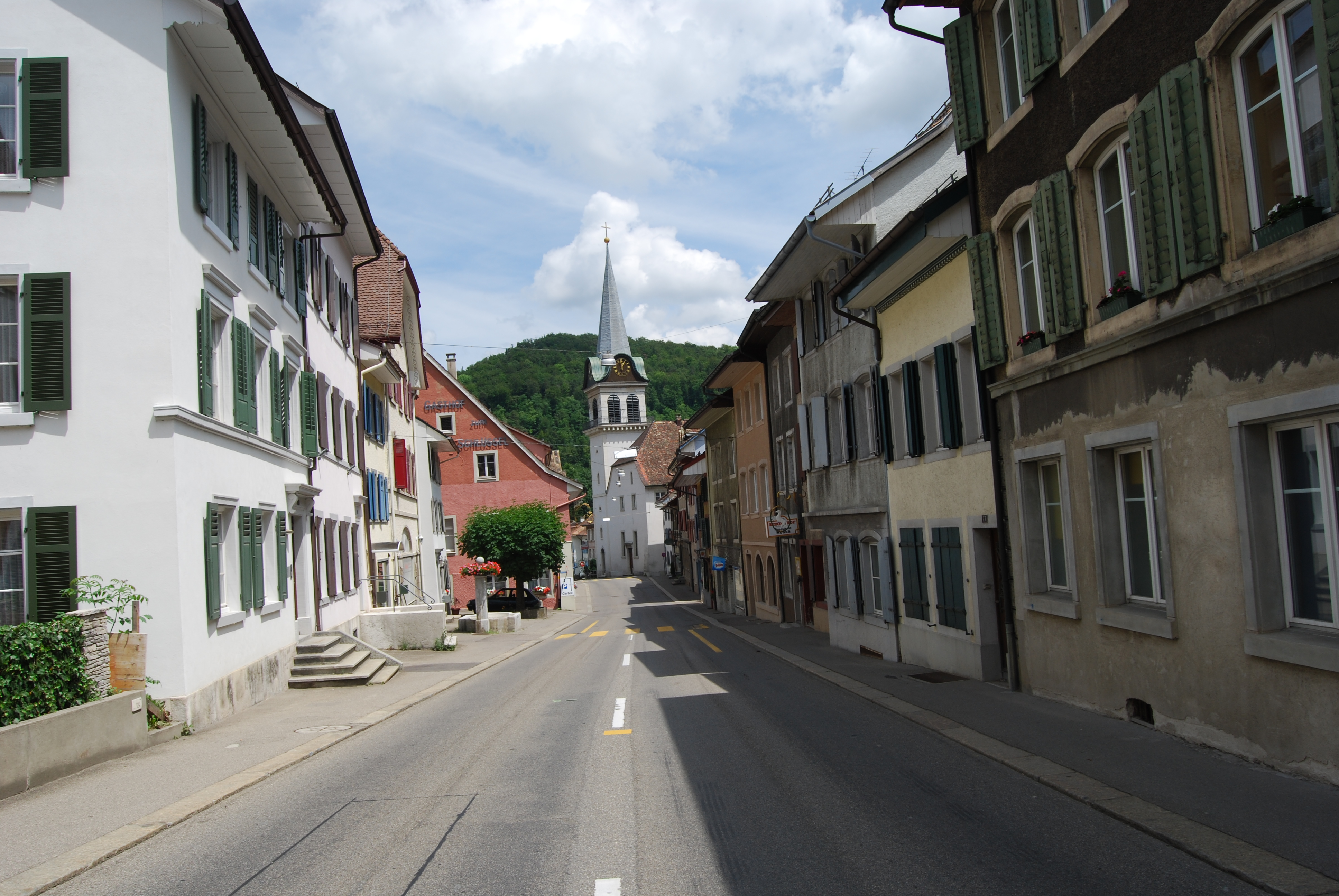
Вальденбург